# Eocanthecona furcellata
Eocanthecona furcellata ist eine Wanzenart aus der Unterfamilie Asopinae, die zur Familie der Baumwanzen (Pentatomidae) gehört. 

## Merkmale
Die schwarzen oder dunkelgrauen mittelgroßen Wanzen weisen helle Flecke auf ihrer Oberseite auf. Sie werden 15 bis 16& Millimeter lang. Ein heller Streifen verläuft mittig über den Kopf. Die Seiten des Halsschildes laufen seitlich spitz zu jeweils einem Dorn zusammen. Das Schildchen weist nahe den basalen Ecken jeweils einen blassen Fleck auf.

## Vorkommen
Eocanthecona furcellata kommt in Süd- und Südostasien vor. Das Verbreitungsgebiet erstreckt sich von Indien und Sri Lanka im Westen über China, Taiwan und Hinterindien bis nach Indonesien. Ferner ist die Wanzenart in Teilen Japans vertreten.

## Lebensweise
Die Wanzenart ernährt sich räuberisch von verschiedenen Gliederfüßern. Zu ihrem Beutespektrum zählen Käferlarven, Schmetterlingsraupen und phytophage Wanzen, welche meist als Agrarschädlinge gelten. Aus diesem Grunde ist die Zucht von Eocanthecona furcellata und deren Einsatz zur biologischen Schädlingsbekämpfung Thema verschiedener wissenschaftlicher Arbeiten.